# Simeprevir
Simeprevir je léčivo používané v kombinaci s jinými látkami (např. sofosbuvirem či ribavirinem) k léčbě hepatitidy C. Podíl vyléčených pacientů se pohybuje v rozmezí 80 až 90 procent. Simeprevir inhibuje proteázu NS3/4A viru hepatitidy C.
Simeprevir se užívá orálně, jednou denně obvykle po dobu 3 měsíců. Mezi jeho běžné nežádoucí účinky patří pocit únavy, bolest hlavy, vyrážky, svědění a citlivost na sluneční světlo. U pacientů s předchozí infekcí hepatitidou B se aktivní onemocnění může opakovat, zároveň se nedoporučuje užívat u pacientů se závažnými jaterními problémy. Simeprevir může být použit i pro léčbu hepatitidy C u pacientů s HIV/AIDS. Během těhotenství může při užívání s ribavirinem způsobit poškození plodu.

## Mechanismus působení a farmakokinetika
Simeprevir je makrocyklický kompetitivní inhibitor serinové proteázy NS3/4A viru hepatitidy C, čímž zabraňuje zrání viru. Simeprevir inhibuje aktivitu proteázy NS3/4A, která je nezbytná pro dozrávání virionu HCV. Funkční proteáza NS3/4A štěpí polyprotein HCV (obsahující 10 jednotlivých virových proteinů) na čtyřech místech, čímž dojde k uvolnění těchto proteinů a nakonec ke správnému dozrání virionu. Inhibice aktivity proteázy NS3/4A blokuje tento proces, což vede k nezralým (a tedy nefunkčním) virovým částicím.
Simeprevir je perorálně dostupný a jeho vstřebávání se zvyšuje při užití s jídlem. Jeho poločas v plazmě je 41 hodin u lidí s HCV a jeho maximální účinek nastává 4 až 6 hodin po užití léku.